# 하은애
하은애(1982년 11월 3일 ~ )는 대한민국의 배우이다.

## 학력
- 경기대학교 연기전공 학사

## 출연 작품

### 드라마, 시트콤
| 연도            | 방송사 | 제목                   | 역할      | 배역 |
| --------------- | ------ | ---------------------- | --------- | ---- |
| 2000년          | MBC    | 눈으로 말해요          | 이미라    | 주연 |
| 2000년          | MBC    | 나쁜 친구들            |           | 주연 |
| 2002년          | SBS    | 대박가족               | 김민정    | 주연 |
| 2003년 ~ 2004년 | MBC    | 논스톱 4               | 김민정 역 | 주연 |
| 2007년          | MBC    | 뉴하트                 |           |      |
| 2008년          | MBC    | 라이프 특별조사팀      |           |      |
| 2008년          | SBS    | 일지매                 | 섬섬이    | 주연 |
| 2008년          | KBS2   | 바람의 나라            | 남조      | 주연 |
| 2009년          | KBS2   | 미워도 다시 한 번 2009 |           | 주연 |

### 방송진행
- 2001년 4월 23일 ~ 2002년 4월 8일 : MBC - 뽀뽀뽀 - 제18대 뽀미언니 역

### 영화
- 2004년 《말죽거리 잔혹사》 - 수정 역
- 2005년 《역전의 명수》 - 세영 역
- 2008년 《거위의 꿈》 - 미옥 역
- 2009년 《남도의 백합화》 - 젊은 문 전도사 역
- 2020년 《이장》 - 내연녀 역

### 광고
- 쥬리아 화장품
- 롯데월드
- 빙그레 헬로우키티바, 바나나우유, 닥터캡슐 요구르트, 캔디바
- SK텔레콤 등

### 연극
- 2009.04.22 ~ 2011.02.21 : 광수생각
- 2010.01.01 ~ 2011.03.03 : 그남자 그여자

## 수상 및 후보
- 제5회 “미스빙그레” 선발대회 대상